# Jamesbrittenia pedunculosa
Jamesbrittenia pedunculosa là một loài thực vật có hoa trong họ Huyền sâm. Loài này được (Benth.) Hilliard mô tả khoa học đầu tiên năm 1992.